# 穆萨·库萨
穆萨·库萨（阿拉伯语：موسى كوسا，1949年3月23日—），是一位利比亚政治家，前外交部长（2009--2011），前情报部门长官（1994--2009）。2011年利比亚爆发内战，随后多国部队对利比亚实施军事打击。穆萨·库萨于3月30日抵达英国，脱离卡扎非政权。库萨是西方多国部队对利比亚开始实施军事打击以来叛逃的最高级官员。

## 资料来源
1. ↑  .   [2011-04-03]. （原始内容存档于2020-11-11）.
2. ↑  .   [2011-04-03]. （原始内容存档于2020-11-11）.